# 净慧寺
31°28′18″N 120°22′05″E / 31.47163°N 120.36802°E
净慧寺，位于中华人民共和国江苏省无锡市新吴区新安街道，是无锡市文物保护单位。

## 特点
历史上一度称为静慧寺，又名大悲庵。1999年进行了大修，重建大雄宝殿，并恢复原名净慧寺，主要供奉观音菩萨为主。当地民众在农历二月十九举行庙会，被称为“净慧寺庙会”。2003年，无锡市人民政府公布其为无锡市文物保护单位。

## 图片

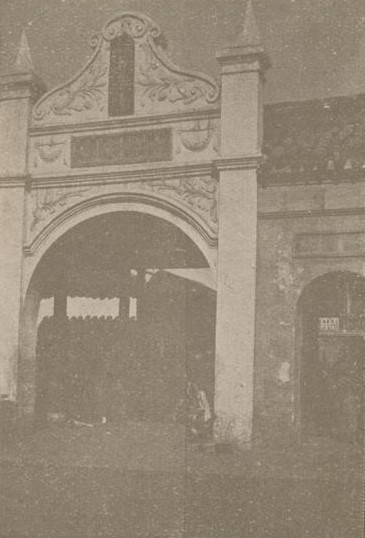
1930年的古靜慧寺
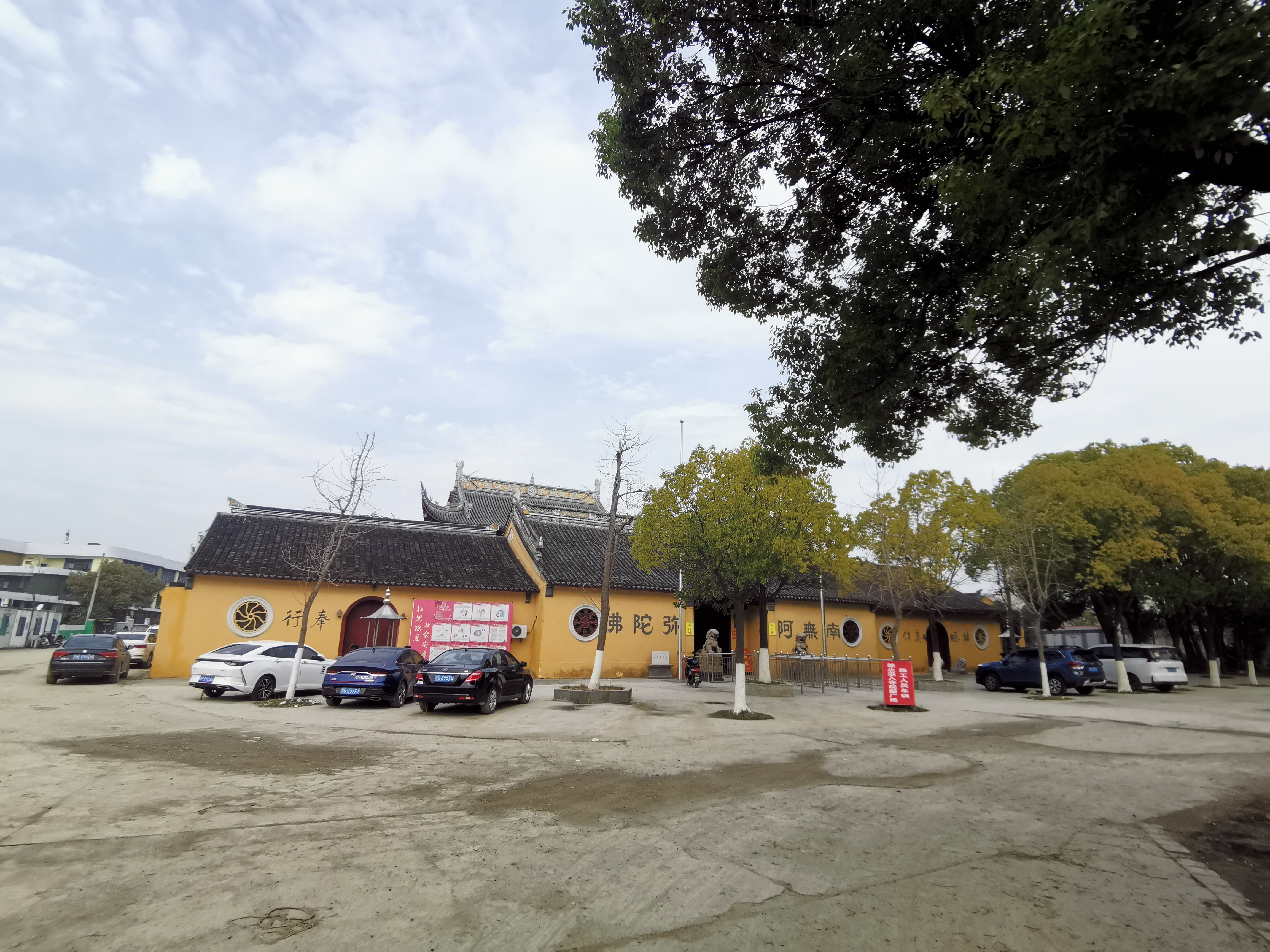
净慧寺远景
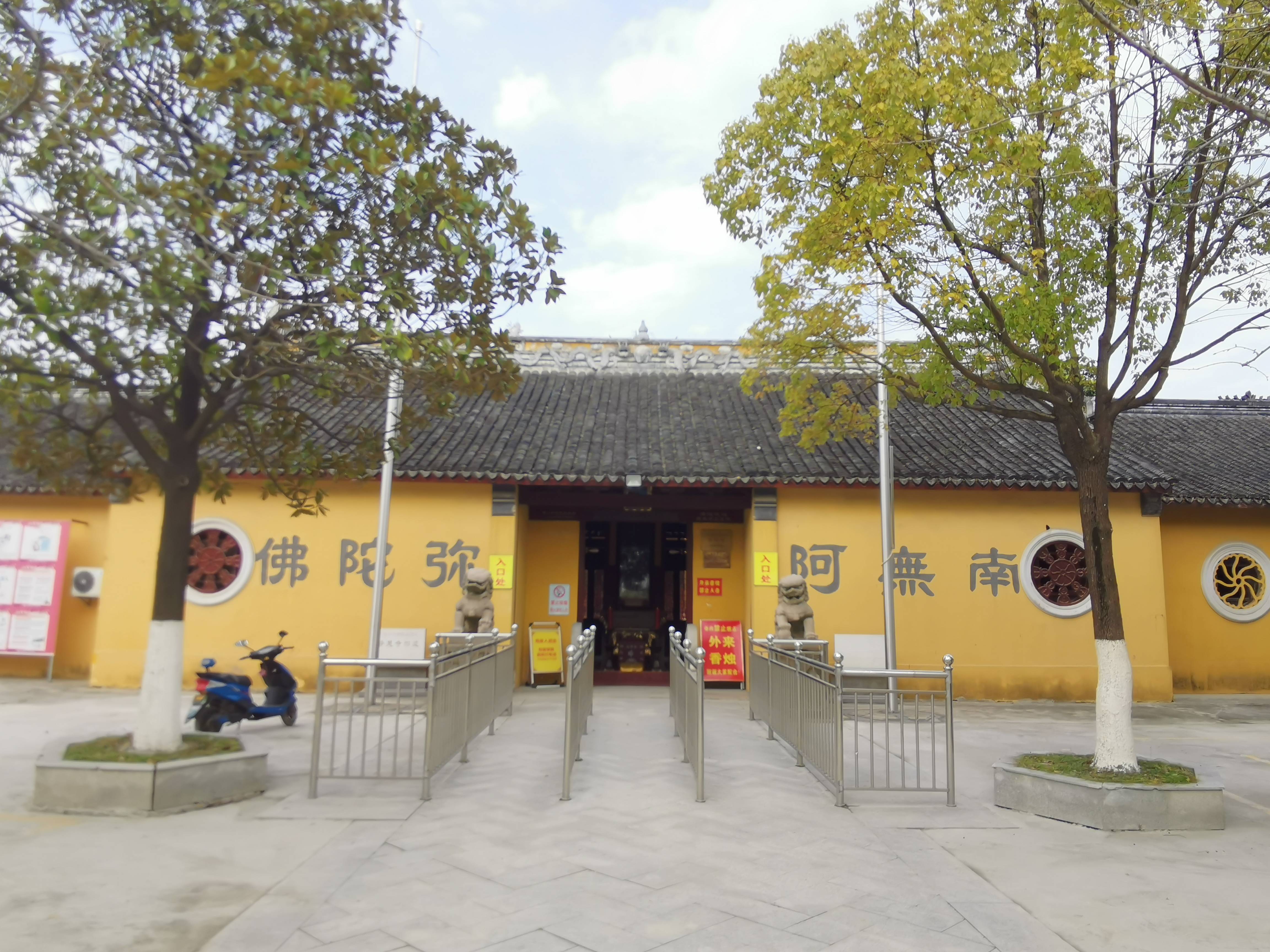
净慧寺远景
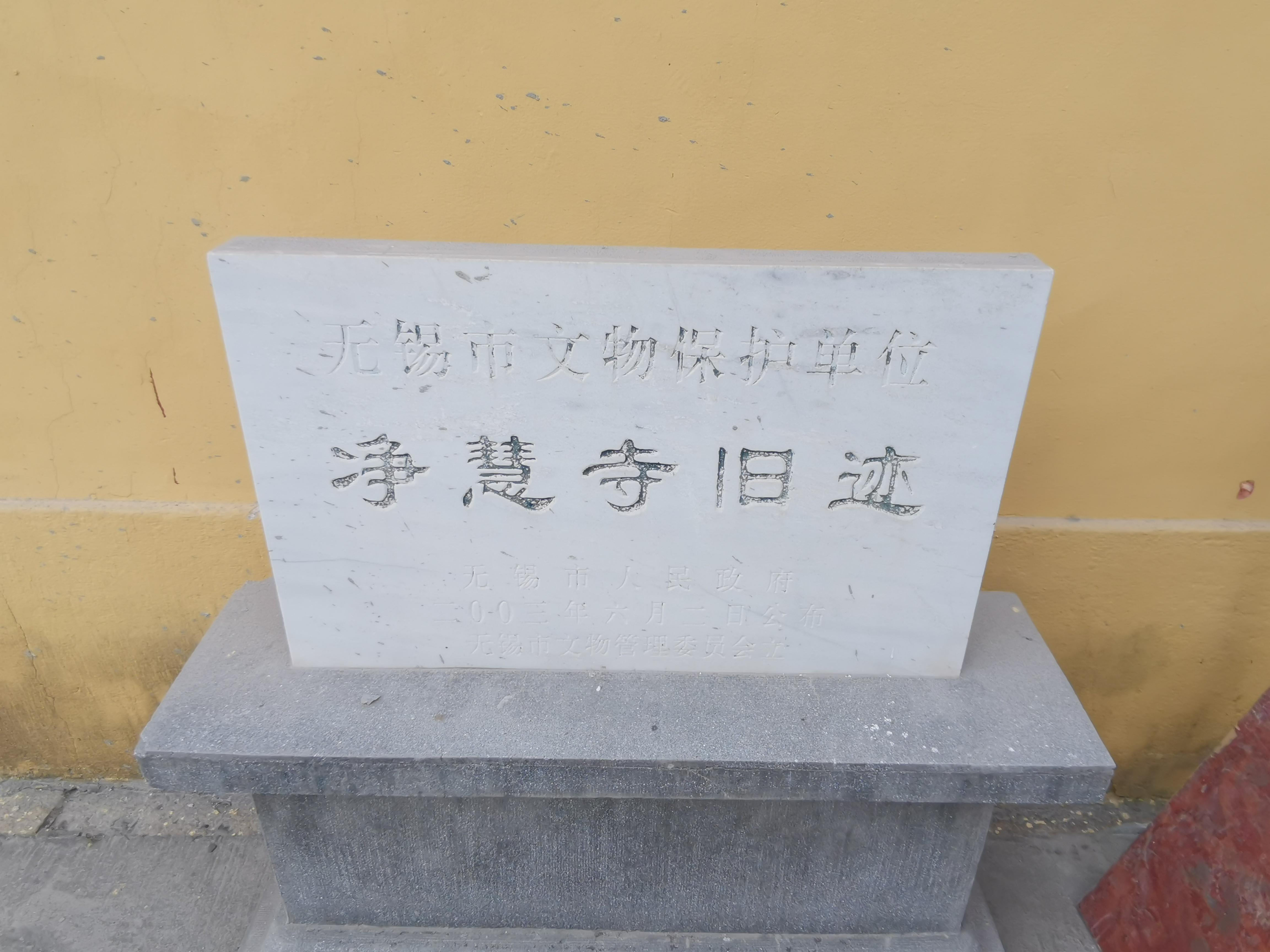
净慧寺文保碑
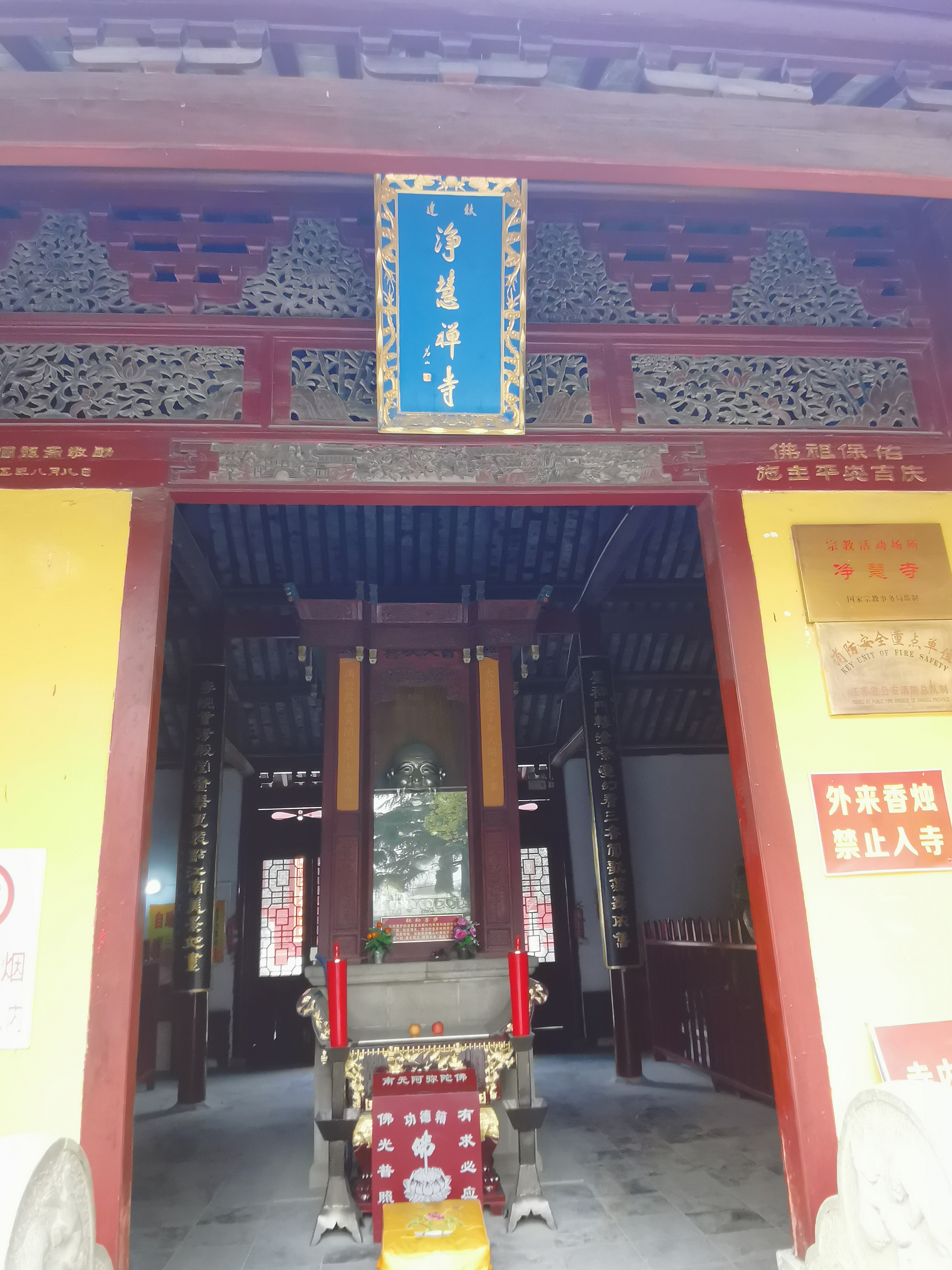
净慧寺大门
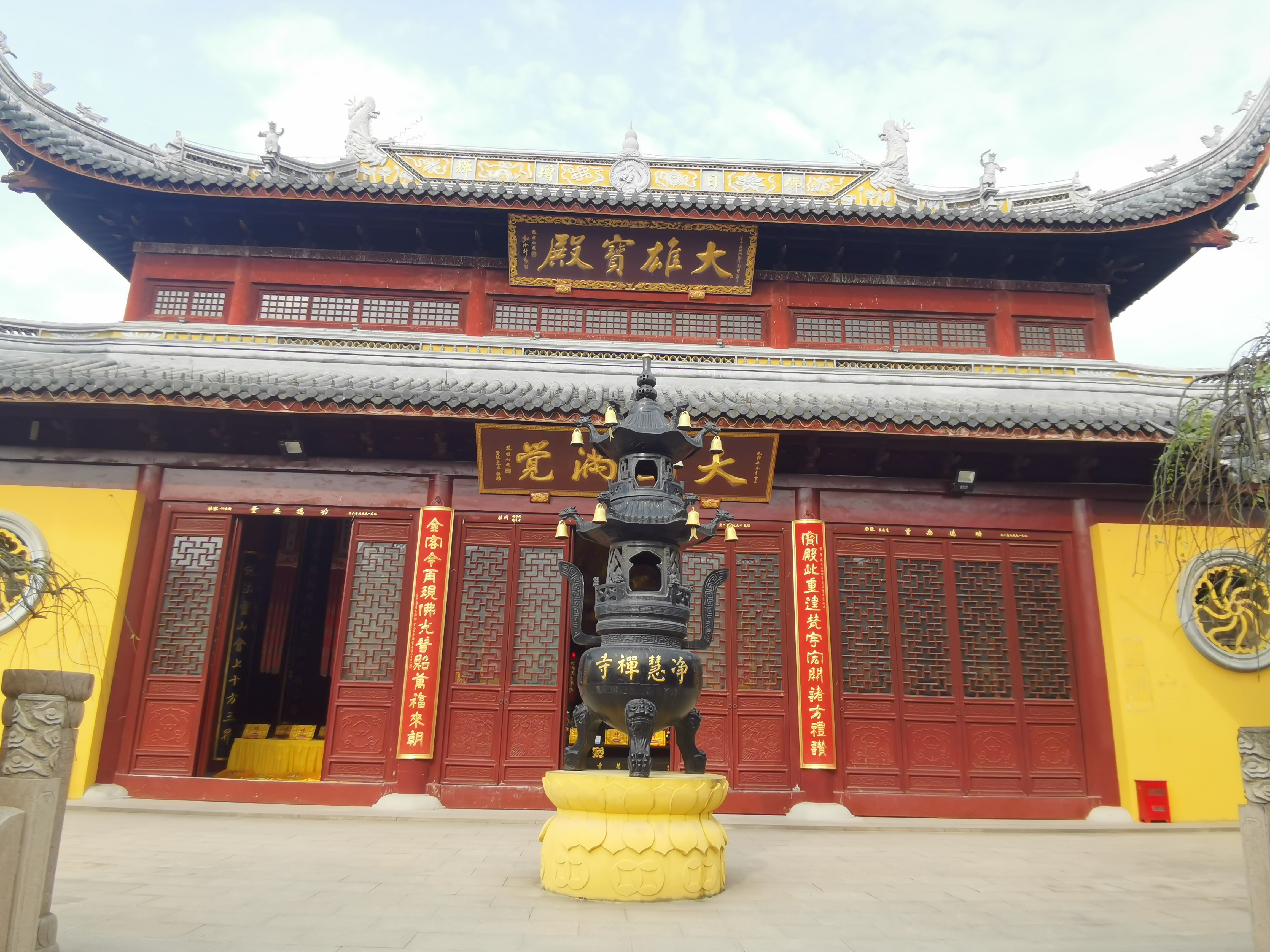
净慧寺大雄宝殿
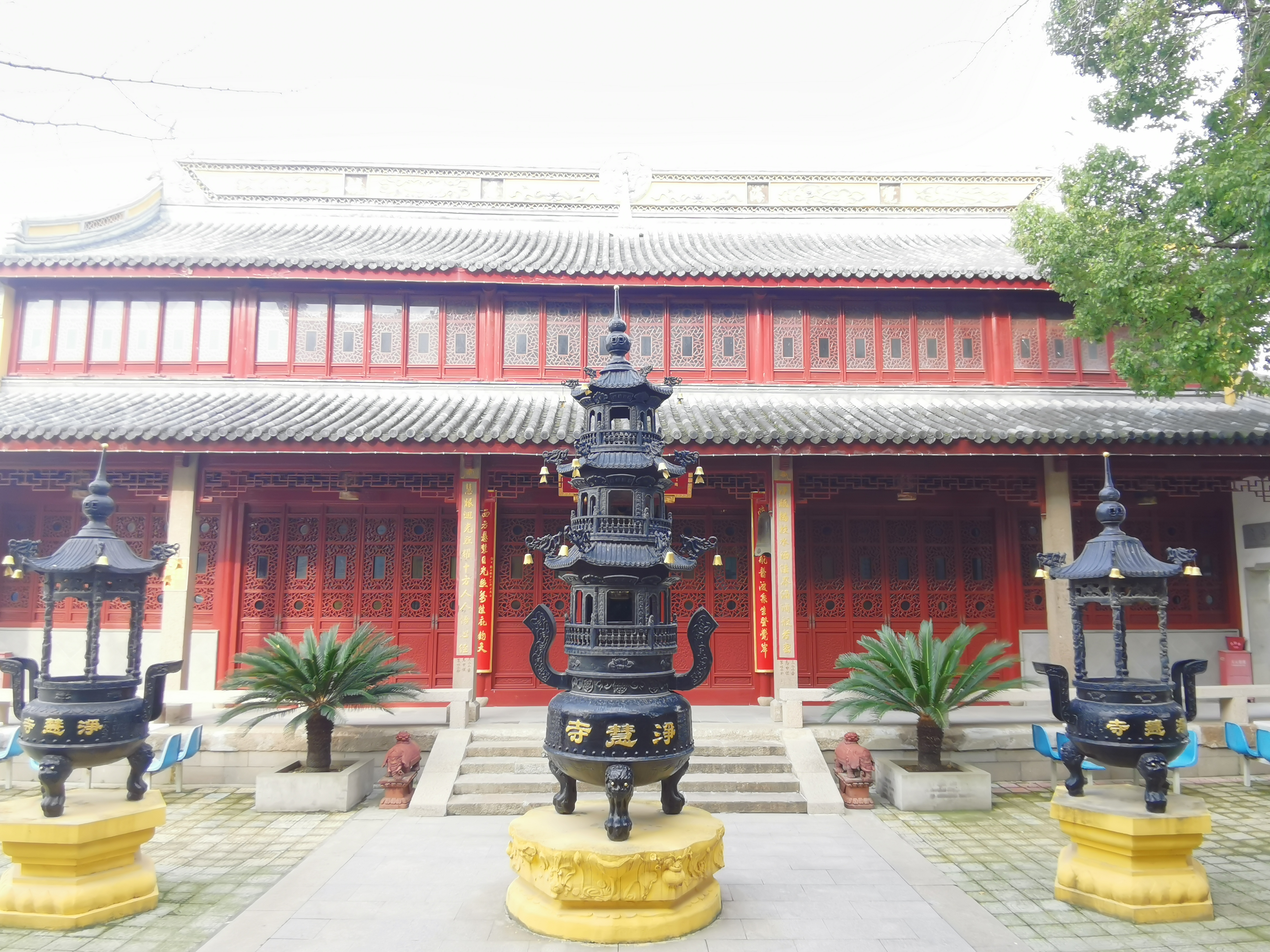
净慧寺观音殿
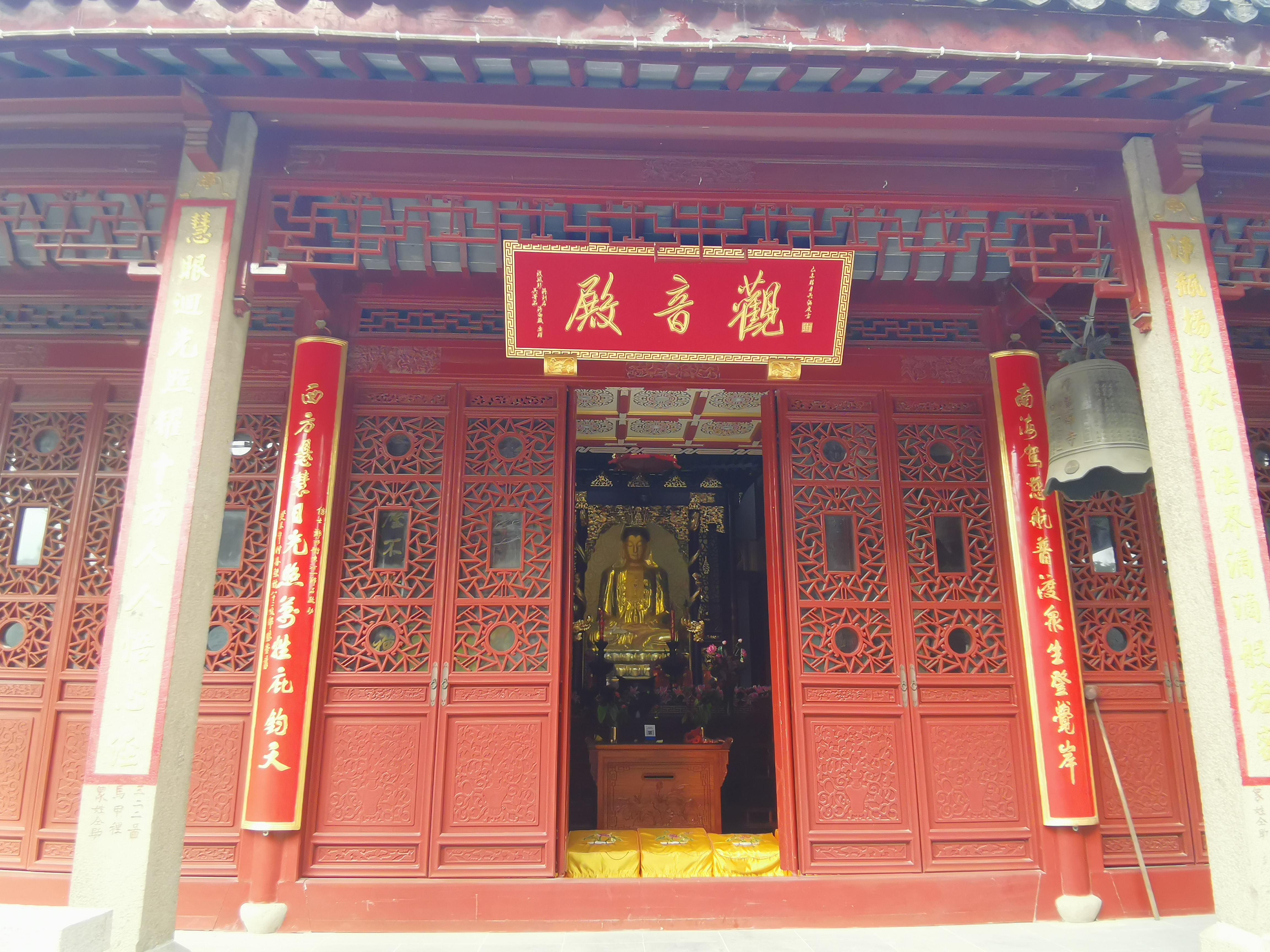
净慧寺观音殿